# ACE3000
ACE3000（エース3000）は、1980年代にアメリカ石炭事業団（ACE:American Coal Enterprises）が開発した蒸気機関車。

## 開発の経緯
アメリカ国内の鉄道は非常に距離が長く、全てを電化すると非常に大きなコストがかかる。このため、動力近代化の際も主にディーゼル機関車が客車・貨車をけん引するという形態をとってきた。しかし、1973年からの第一次オイルショックの影響による原油価格の急騰によって鉄道会社の動力車経費の過半が燃料代に費やされており、実業家のロス・ローランド（en）とビル・ベンソンは、アメリカ国内に豊富に存在する石炭を使用して走る蒸気機関車を復活できないかと「アメリカ石炭事業団（ACE）」を1980年7月に設立、この時作られる蒸気機関車はディーゼル機関車並みの性能と運転の快適さが求められていた。そのため、現状のディーゼル機関車を基準にして蒸気機関車でこれに追いつくことを前提にして設計された。

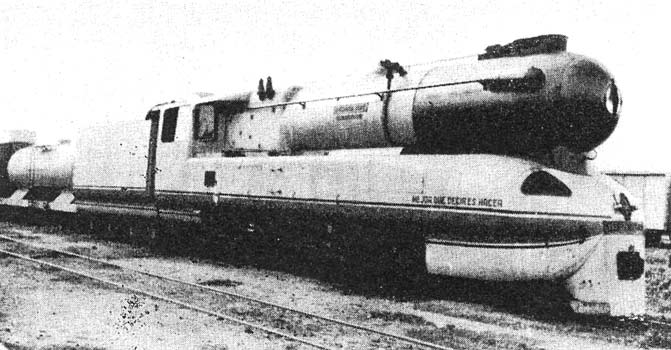
ポルタが設計したラ＝アルゼンティーナ
メーターゲージ用のパシフィックを改造した4気筒複式4-8-0の流線型機関車で、高圧シリンダと低圧シリンダの間の再加熱装置やGPCSを搭載しているが基本的には普通の蒸気機関車である。

このため以前から燃焼効率の向上に役立つガス化燃焼システム（GPCS）を開発していたアルゼンチンのリビオ・ダンテ・ポルタが招かれ、まず最初にポルタが以前制作した機関車ラ＝アルゼンティーナ（La Argentina）号を拡大し再設計した車輪配置2-10-0で3段コンパウンド（複式機関）のメーターゲージ向け機関車を標準軌用に拡大したもので、ボイラーがかなり細い（直径1600㎜）ことを除けば普通の蒸気機関車らしい外見であったが、すぐに給水設備が蒸気機関車激減で大幅に減っているため通常の炭水車では距離が持たず復水器をつけ、さらに自動燃焼装置のコンピューター制御や、蒸気機関車特有のハンマーブローを抑えるためピストンを対抗する位置に置きバランスを取ることなどが求められた。
こうした要求を満たしたうえで、3000馬力級のディーゼル機関車に対抗して計画されたのがACE3000である。

## 特色
全体的に背中合わせに重連したディーゼル機関車（特にキャブ・ユニット）によく似た車両だが、実態はテンダー式蒸気機関車なので足回りが機関車とテンダーで違うのが特徴である。
給炭は機械が自動制御で行うため機関助手はおらず、必然的に機関士が焚口の傍にいる必要もないので、視界確保のため運転台は車体の前方にあるキャブ・フォワード型だが、転車台なしでも運行できるようにテンダー側車端にも運転台がついていた。
また、燃焼後の石炭の灰もエアジェットで灰コンテナー（最大5tまで灰が入る）に回収し、後述の復水器使用も併せて最大30ｔの石炭で800㎞の無停車で走行可能となっていた。
動力の伝達は従来と同じくピストンと主連棒で行うが、4気筒の複式機関車でさらに前述のハンマーブロー防止のためシリンダーは動輪の前後（運転台側が高圧シリンダー）に1つずつ配置されたデュプレックスとされ、さらに40年前のペンシルバニア鉄道のデュプレックスで発生した空転の頻発対策のため、外部からは別々に見える第二動輪と第三動輪を位相がずれないように裏でカップリングロッドでつないでしまい、車輪配置は一応4-4-4-2だが、実質的に4-8-2のマウンテンと同じようになっている。一方、テンダー側台車は無動力で普通の3軸ボギー台車を2組となっている。第1・第4動輪は横動するので半径90mのカーブでも通過可能であった。

### 復水式の採用
前述のように給水設備が1980年代には激減しているため、以前のように停車駅で気軽に給水することが困難であるため復水式にされ、蒸気は動輪を動かした後回収され、テンダーにあるラジエーターで冷却されて水に戻り、再度使用されるようになって給水の停車が要らなくなった。
ただしこれはACE3000に限ったことではないが、復水器をつけることでドラフト用の圧縮空気を別に用意したり冷却ファンを回す必要性があるので、エネルギーがだいぶ浪費されることで、再検討時にACE3000に一番近い案（1-B型）でもこの機能を削除する予定となった（『その後』参照）。

## 開発

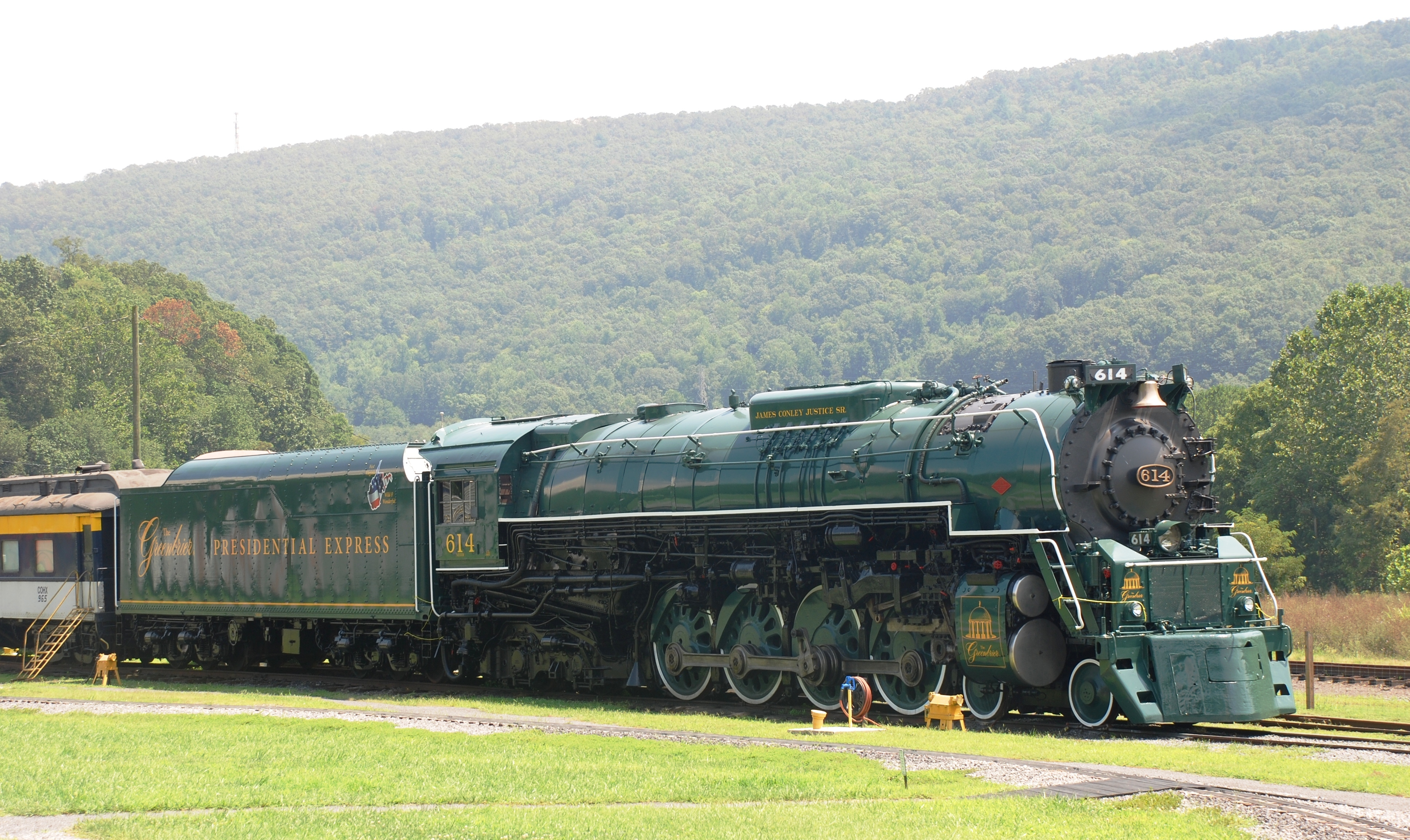
チェサピーク＆オハイオ鉄道No.614

開発を前に実際の蒸気機関車のデータを取ることになり、同じ軸配置を持つチェサピーク・アンド・オハイオ鉄道の当時動態保存されていた蒸気機関車「No.614」（en）を走行させ、データ収集を行った。この結果、同じ線路条件で走るディーゼル機関車よりも経済的だ、との結果を得られた。
しかし、同馬力のディーゼル機関車と比較した場合、全軸を粘着重量に使えるディーゼル機と異なり死重となる炭水車を除いた4軸しかないACE3000が不利であり、ディーゼル機関車を重連以上で使うアメリカでは前近代的な面があり、さらに構造の複雑性と軸重過大で石炭が豊富な発展途上国向けにはしづらいという問題点が残った他、1両あたりのコストについては通常のディーゼル機関車は75-90万ドル程度に対してACE3000は量産時に100-125万ドルと高価な試算が弾き出され、安価な燃料代を前提として最終的な運用コストを下げるしかなかった。
また、この時点で完全な自動制御の燃焼装置はまだ完成されておらず、復水器の信頼性や低コスト化も含め、ポルタ自身も「ACE3000がディーゼルと並ぶ信頼性を持つ機関車になることは奇跡」とメモを残している。またポルタの友人でこの計画に参加したデービッド・ウォーデールも端的に言って嫌いだと言い切っている。

## その後
ACE社内でも、もう一度これを見直す声が出たため、再検討案が4つ出された。
1. ポルタが以前開発した車輪配置2-10-0をもう一度見直した「1-A」案。ボイラーは細いが高圧ですぐに蒸気が出るようになっており、ドローバー出力6000馬力。
2. ACE3000の強化版で車輪配置2-10-2の上にディーゼル機関車に似た上回りを持つ3気筒複式「1-B（ACE6000）」案。同じくドローバー出力6000馬力。
3. ウォーデールが提案した車輪配置2-6-0＋0-6-2のガーラット式を基にした「1-C」案。及びこれを大型化させた「ACE6000-G」案。

1-A、1-Bは高出力のわりに動輪上重量が136tしかなく基本の牽引力は44tであり、発進や低速走行時はテンダーにブースターをつけて62ｔにまで増大させる予定であった。両案とも復水器は経済性およびに信頼性がないとして外されており、代わりに炭水車が拡張され、例として1-Bのテンダーは4軸ボギー×2で水100t・石炭48tを積みこめるようになっていた。
一方、1-Cは汎用用途のACE3000・1-A・1-Bのいずれとも違い運炭列車専用を想定しており、主にこれに使われたEMD SD50と同等の性能を目指しており、重連で16,000tの石炭列車をノンストップで長距離運行させることを想定し、通常のガーラット式と異なり煙室側は通常の蒸気機関車のような姿でこちらも復水器はなく、煙室下に動力装置と予備の水タンク（10t）があり、通常はこちら側を後ろに巨大な水槽車を引いて走行する案で、1-Bと違い給炭が普通の自動給炭機でいい事、ガーラット式なのでブースターが不要という強みもあり、アメリカではガーラット式自体が導入されたことがないため社内の人気はいまひとつであったが、さらに大型化したACE6000-Gに発展可能として容認された。
しかし、全形式ともGPCSの自動制御・スリップコントロール・重連時の総括制御の問題が解決されず、ACE社設立後5年しても役員たちによる意見はまとまらず、初期のACE3000ですらPRに残っている状態で、ついに関連企業による大規模なミーティングが行われた結果、最大の支援家であったチェシー・システムが特にACE6000が自分達の考える以下の条件を満たさないため、ACE社の計画をすべて受け入れられないと表明した。
- 「ボルチモア～シカゴの1500㎞以上を給水・点検なしで一気に走る事。」
- 「復水器を持ち、その技術を確立する事。」
- 「3年以内に商業的に有効な形で実用化できる見込みがある事。」

さらに追い打ちをかけるように、そもそものきっかけである石油の値段高騰も1985年には低落傾向が止まらない状況で、もっと上がる前提であったアメリカの石炭炊き蒸気機関車の計画は破棄になり、当時まだ蒸気機関車が健在だった中国に売り込むものの当時の中国には受け入れられず、結局これらの機関車はすべて計画のみで終った。

## 仕様
- 経済運行速度 40 mph (64 km/h)から50 mph (80 km/h)
- ボイラー形式 煙管式ボイラー
- ボイラー圧力 300 psi (2.1 MPa)
- 動輪径 54 in (1.4 m)
- 熱効率 15から18%